# معاون دبیرکل سازمان ملل متحد در امور بشردوستانه و امدادرسانی

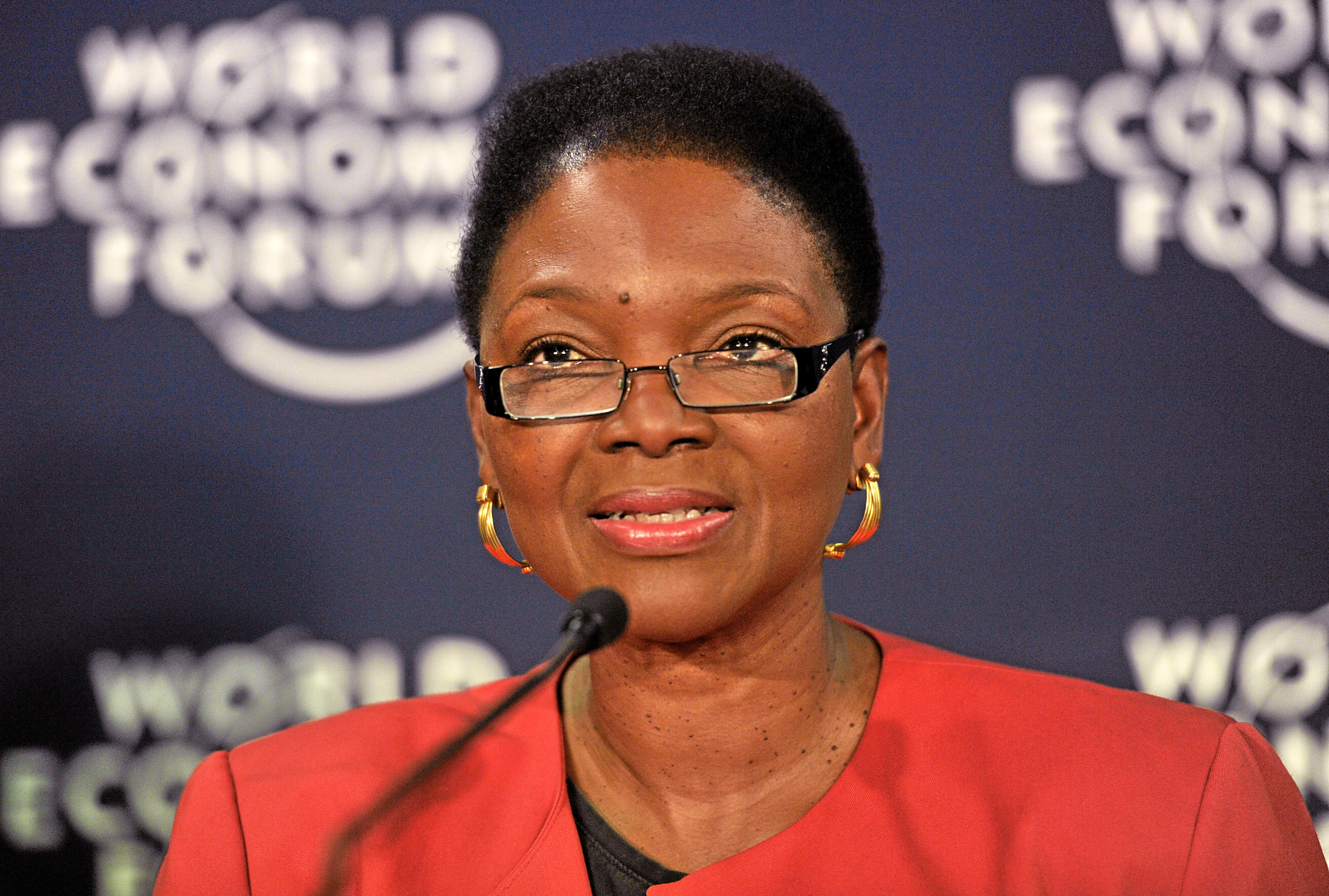
والری آموس، دبیرکل فعلی سازمان امور بشردوستانه سازمان ملل متحد

معاون دبیرکل سازمان ملل متحد در امور بشردوستانه و امدادرسانی از مقامات عالی‌رتبه سازمان ملل متحد و رئیس سازمان امور بشردوستانه سازمان ملل متحد می‌باشد. منصب‌دار این سمت، از جانب دبیرکل سازمان ملل متحد انتخاب می‌گردد. وظیفه این مقام، رسیدگی به موقعیت‌های اضطراری بوجودآمده دست‌ساز بشر یا طبیعی می‌باشد.
این سمت از سال ۱۹۹۱ (میلادی) و در پی قطعنامه ۴۸/۱۶۲ مجمع عمومی سازمان ملل متحد، بنیان‌گذاری شد. در حال حاضر، خانم والری آموس، منصب‌دار این سمت می‌باشد. وی دارای ملیتی بریتانیایی است و از سال ۲۰۰۱ (میلادی) به این سمت انتخاب شد.